# Gustave Mathieu
Pour les articles homonymes, voir Gustave Mathieu (homonymie) et Mathieu.
Gustave Mathieu est un poète, chansonnier et goguettier français né à Nevers (Nièvre) le 9 septembre 1808 et mort à Bois-le-Roi (Seine-et-Marne) le 14 octobre 1877.
Il est le frère d'Émilie Mathieu (1818-1904), femme de lettres et compositrice.

## Biographie

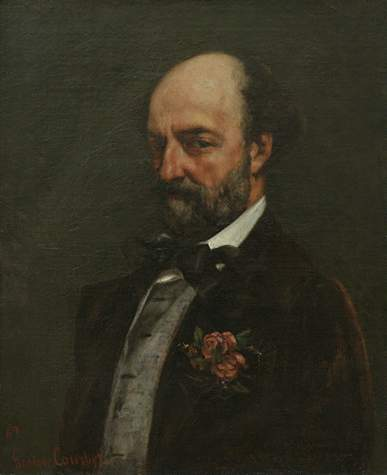
Gustave Courbet. Gustave Mathieu (1869). Musée Oskar Reinhart « Am Römerholz », Winterthour

Après des études au collège de Nevers, il s'engage dans la marine de guerre où il devient officier, puis se tourne vers la marine marchande et va courir l'aventure jusque dans le Pacifique. De retour dans la Nièvre, il se lance sans succès dans l'exploitation forestière, puis dans le commerce de tableaux. Il finit par s'installer à Paris où il fréquente les goguettes.
Républicain de conviction, il participe aux barricades de la révolution de février 1848 et s'insurge ensuite contre le retour du parti de l'Ordre dans des poèmes composés à double sens afin d'échapper à la censure. Il est l'auteur de la préface de l'Almanach démocratique et social paru à la mi-novembre 1848 et tiré à 100 000 exemplaires .
Au début du Second Empire, il ouvre un cabaret à l'enseigne de Jean Raisin. Ses amis – Pierre Dupont, Alfred Delvau, Champfleury, Charles Monselet... – s'y réunissent pour écouter, dans l'arrière-boutique, ses poèmes et ses chansons satiriques : La Légende du Grand Étang, Jean Raisin, Le Triomphe du vin, Chanteclair, La Chasse du Peuple, Monsieur Capital, Le Retour des hirondelles...
Il fonde en 1854 L'Almanach de Jean Raisin, revue joyeuse et vinicole ; puis il publie, de 1866 à sa mort, Le simple almanach de Mathieu de la Nièvre. 
En 1872, à l'instigation de son ami Louis Noir, afin d'échapper à la répression toujours active contre les  Communards, il se retire à Bois-le-Roi où il vivra ses dernières années entouré de ses amis : Olivier Métra, Louis Poupart d'Avyl et Charles Castellani.
En 1876, toujours fidèle à ses convictions républicaines, il publie un poème de soutien à Léon Gambetta.
Il ne sortait jamais sans un bouquet de violettes à la boutonnière.
Ses œuvres ont été réunies en un recueil intitulé Parfums, chants et couleurs (1re édition en 1873). 
Avec Paul Arène et Alphonse Daudet, il a collaboré au Parnassiculet contemporain, recueil parodiant la poésie parnassienne (trois éditions en 1866, 1872 et 1876). L'un de ses poèmes a été mis en musique par Eduard de Hartog (opus 32 : Land vooruit).
Jules Vallès met en scène « Gustave Mathieu, le poète » au chapitre XVII de son roman L'Insurgé.
Gustave Mathieu est inhumé au cimetière de Bois-le-Roi. Sa tombe était surmontée d'un coq en bronze, sous lequel on pouvait lire cette inscription : « Quand ce coq chantera, Mathieu ressuscitera ».
Une rue de Bois-le-Roi porte son nom. La Mairie possède dans sa collection son portrait (1875-76) peint par Aimé Perret, inscrit Portrait du poète Gustave Mathieu, don de Aimé PERRET à la commune de Bois-le-Roi.